# Chiến dịch Hải Trừng
Chiến dịch Hải Trừng (chữ Hán: 海澄战役, Hải Trừng chiến dịch) là một loại các trận giao chiến giữa quân Nam Minh và quân Thanh vào tháng 5 năm 1653 tại Hải Trừng (nay thuộc Long Hải, Chương Châu). Trong chiến dịch này, quân Nam Minh do Trịnh Thành Công soái lĩnh đã giành được thắng lợi trước quân Thanh do Đông thống Kim Lệ thống lĩnh.

## Bối cảnh
Cuối năm Thuận Trị thứ 9 (năm 1652) Trịnh Thành Công bao vây thành Chương Châu lâu ngày nhưng thất bại không hạ được thành. Đầu năm Thuận Trị thứ 10 (năm 1653) theo kiến nghị của Định Tây hầu Trương Danh Chấn, Trịnh Thành Công rút quân về Hạ Môn. Hạ lệnh cho bộ tướng dưới quyền phòng thủ Hải Trừng.
Triều đình nhà Thanh lệnh Đô thống Kim Lệ dẫn theo quân chủ lực Mãn Thanh tập hợp tại Phúc Kiến, Chiết Giang, Giang Tô. Tất cả đều do Kim Lệ chỉ huy đánh dẹp các lực lượng phản Thanh phục Minh. Trịnh Thành Công đồng ý kiến nghị trang bị thuyền chiến giúp Trương Hoàng Ngôn và Trương Danh Chấn bắt phạt Chiết Giang phân tán quân chủ lực Mãn Thanh.

## Diễn biến
Tháng 4 năm 1653, Kim Lệ điều động thủy quân lục doanh và đại pháo chuẩn bị cuộc tấn công tổng lực vào Hải Trừng và Hạ Môn. Trịnh Thành Công trước sau phái Lâm Thái, Châu Thụy, Châu Ngạc Chi, Nguyễn Tuấn tăng cường quân đội bảo vệ Hải Trừng.
Tháng 5 năm 1653, Thanh quân Đô thống là Nam Bình tướng quân Đô thống Kim Lệ (金砺) soái lĩnh quân đội phối họp cùng tuần phủ Phúc Kiến là Lưu Thanh Thái tấn công lực lượng quân đội Trịnh Thành Công tại Hải Trừng (Long Hải phố, Phúc Kiến). Mở đầu, quân Thanh bí mật tập trung đại pháo bắn phá về phía trận địa quân Trịnh. Với hỏa lực áp đảo vượt trội quân Thanh đã gây tổn thất không nhỏ cho quân Trịnh, công sự phòng thủ bị công phá. Các bộ tướng Trần Khôi và Diệp Chương bị động trước thế mạnh hỏa pháo của quân Thanh họ đề nghị xuất kích quân Thanh. Trịnh Thành Công đồng ý kiến nghị để hai tướng Trần, Chương dẫn quân tiến công. Kim Lệ chỉ huy quân Thanh càng tăng cường dùng đại pháo bắn phá về phía trận địa quân Trịnh. Cuộc tấn công của quân Trịnh bị đẩy lùi, Diệp Chương trận vong, Trần Khôi bị thương buộc phải rút về trận địa. Trịnh Thành Công lệnh phục binh cố thủ, quân Thanh tiếp tục dùng đại bác oanh kích, nhiều công sự phòng thủ tại Hải Trừng bị bắn phá thành bình địa. Thế trận bất lợi vì quân Thanh có đại pháo mạnh hơn quân Trịnh nên lúc giao chiến quân Thanh luôn chiếm ưu thế. Trịnh Thành Công bình tĩnh chỉ huy chiến trận cổ vũ sỉ khí quân đội vững vàng bảo vệ trận địa và quyết tâm chiến đấu.
Trước tình thế rất nguy cấp, Trịnh Thành Công bất chấp nguy hiểm, thượng đài quan sát trận địa và đề ra phương hướng tác chiến. Trịnh Thành Công tổ chức quân đội phản công nhưng lại bị đẩy lùi. Trịnh Thành Công phán đoán Kim Lệ sẽ phát động toàn diện tấn công Hải Trừng nên đã ra lệnh bố trí thuốc nổ xung quanh trận địa chuẩn bị kế hoạch dẫn dụ quân Thanh. Kim Lệ thấy quân Trịnh thất thế liền ra lệnh cho quân đội tiến công dùng đại bác bắn phá yểm trợ. Trước dùng lục doanh binh tấn công, sau phái quân kỵ binh bát kỳ áp sát trận địa nhưng Trịnh Thành Công đã ra bố trí thuốc nổ gần trận địa. Khi quân Thanh vượt sông đánh sang thì phái Hà Minh dẫn dụ quân Thanh vào bãi mìn đã bố trí. Kim Lệ quả nhiên trúng kế, đại quân Thanh chạy đến bãi mìn, Trịnh Thành Công ra lệnh kích nổ khiến đại quân Thanh bị thiêu chết. Trịnh Thành Công cùng bộ tướng Cam Huy toàn lực phản công tiêu diệt hoàn toàn quân Thanh. Kim Lệ bại trận dẫn tàn quân chạy về Chương Châu. Quân Trịnh giành chiến thắng bảo vệ Hải Trừng.

## Ảnh hưởng
Thất bại trong chiến dịch Hải Trừng đã làm tổn thất nghiêm trọng quân chủ lực Mãn Thanh tại Phúc Kiến, Kim Lệ bị triệu hồi về Bắc Kinh. Vĩnh Lịch hoàng đế phong thưởng Trịnh Thành Công tước Diên Bình Quận Vương. Trịnh Thành Công trở về Hạ Môn luận công ban thưởng các tướng sĩ.